# Troglohyphantes adjaricus
Troglohyphantes adjaricus är en spindelart som beskrevs av Andrei V. Tanasevitch 1987. Troglohyphantes adjaricus ingår i släktet Troglohyphantes och familjen täckvävarspindlar. Inga underarter finns listade i Catalogue of Life.